# Christopher McDonald
Christopher McDonald   (Nova York, 15 de febrer de 1955) és un actor estatunidenc, conegut per interpretar personatges pomposos, arrogants i/o infames, com Shooter McGavin a Happy Gilmore o Tappy Tibbons a Rèquiem per un somni.

## Biografia

### Vida personal
McDonald va néixer el 15 de febrer de 1955 a la Ciutat de Nova York, fill de Patrícia, una professora i agent immobiliària, i de James McDonald, educador
Va créixer a Romulus, Nova York i està llicenciat pel Hobart College a Geneva, Nova York, on era un membre actiu de la Societat Kappa Alpha. McDonald està casat amb Lupe Gidley i són pares de quatre fills. Té cinc germans que sobreviuen després de la mort del seu germà més jove, actor Daniel McDonald (1960 - 2007), que va morir el dia del 52è aniversari de Christopher. És un fan dels Buffalo Bills.

### Carrera
McDonald ha fet nombrosos papers al cinema i a la de pel·lícula i televisió, sovint com a actor secundari. La seva filmografia inclou Thelma i Louise, Grumpy Old Men, Flubber, The Faculty, La tempesta perfecta, House Arrest, Dirty Work, American Pie 5: The Naked Mile, Broken Flowers i Spy Kids 2: Island of Lost Dreams. El 1994 feia de protagonista en la pel·lícula Terminal Velocity com a agressiu membre de la de màfia russa al costat de Charlie Sheen.
A la televisió, juntament amb papers a les sèries Family Law, North Shore and Veronica's Closet, McDonald també ha fet aparicions com a convidat a Cheers, Riptide, Knight Rider, The Sopranos, Home Improvement i Star Trek: The Next Generation com el tinent Richard Castillo.
El seu treball de veu inclou l'agent governamental Kent Mansley en la pel·lícula de dibuixos animats The Iron Giant. També va posar la veu al pare de Superman a  Superman: The Animated Series  i posteriorment a un molt més vell Superman a Batman Beyond. Ha recordat amb gran afecte aquests papers, dient que en gaudia perquè era (i continua sent) admirador de Superman i perquè eren en total contrast amb els papers pels quals és famós. Ha substituït a Burt Reynolds com Boss Hogg a The Dukes of Hazzard: The Beginning.
També va intervenir en el vídeo musical de Peter Gabriel a la cançó The Barry Williams Show. També va reemplaçar Robert De Niro a Midnight Run; va interpretar a "Jack Walsh" a tres pel·lícules de TV: Another Midnight Run, Midnight Runaround, i Midnight Run for Your Life.
Va interpretar el jugador de beisbol Joe DiMaggio a la sèrie The Bronx Is Burning.
McDonald ha pogut interpretar una gamma àmplia de personatges. A Happy Gilmore,  The Dukes of Hazzard: The Beginning i Dirty Work, McDonald feia de canalla tortuós.

## Filmografia
- 1978: Getting Married, de Steven Hilliard Stern (TV)
- 1980: The Hearse, de George Bowers
- 1981: Twirl, de Gus Trikonis (TV)
- 1982: Grease 2, de Patricia Birch
- 1984: Chattanooga Choo Choo, de Bruce Bilson
- 1984: The Black Room, d'Elly Kenner i Norman Thaddeus Vane
- 1984: Where the Boys Are '84, de Hy Averback
- 1984: Breakin, de Joel Silberg
- 1985: Els nois del costat (The Boys Next Door), de Penelope Spheeris
- 1986: Triplecross, de David Greene (TV)
- 1987: Outrageous Fortune, d'Arthur Hiller
- 1987: Eight Is Enough: A Family Reunion, de Harry Harris (TV)
- 1988: Cool Blue, de Mark Mullin et Richard Shepard (vidéo)
- 1988: Little Girl Lost, de Sharron Miller (TV)
- 1988: Els bojos de l'ambulància (Paramedics), de Stuart Margolin
- 1989: El cel es va equivocar (Chances Are), d'Emile Ardolino
- 1989: An Eight Is Enough Wedding, de Stan Lathan (TV)
- 1990: Playroom, de Manny Coto
- 1991: Fatal Exposure, d'Alan Metzger (TV)
- 1991: Red Wind, d'Alan Metzger (TV)
- 1991: Thelma i Louise (Thelma & Louise), de Ridley Scott
- 1991: Dutch, de Peter Faiman
- 1991: Walter & Emily, de John Rich (sèrie TV)
- 1992: Wild Orchid II: Two Shades of Blue, de Zalman King
- 1993: Cover Story, de Gregg Smith
- 1993: Conflicte d'interessos (Conflict of Interest), de Gary Davis
- 1993: Bums, d'Andy Galler
- 1993: Anyone for Bridge ?, de William Lorton
- 1993: Telling Secrets, de Marvin J. Chomsky (TV)
- 1993: Benefit of the Doubt, de Jonathan Heap
- 1993: Banner Times, de Lee Shallat Chemel (TV)
- 1993: Distracció fatal (Fatal Instinct), de Carl Reiner
- 1993: Grumpy Old Men, de Donald Petrie
- 1994: Another Midnight Run, de James Frawley (TV)
- 1994: Un lladre de quatre mans (Monkey Trouble), de Franco Amurri
- 1994: Midnight Runaround, de Frank De Palma (TV)
- 1994: The Road Killers, de Deran Sarafian
- 1994: Midnight Run for Your Life, de Daniel Sackheim (TV)
- 1994: Terminal Velocity, de Deran Sarafian
- 1994: Quiz Show, de Robert Redford
- 1995: My Teacher's Wife, de Bruce Leddy
- 1995: The Tuskegee Airmen de Robert Markowitz (TV)
- 1995: Caça legal (Fair Game), d'Andrew Sipes
- 1996: Jaded, de Caryn Krooth
- 1996: Best of the Best 3, de Phillip Rhee
- 1996: Happy Gilmore, de Dennis Dugan
- 1996: Unforgettable, de John Dahl
- 1996: Celtic Pride, de Tom DeCerchio
- 1996: House Arrest, de Harry Winer
- 1996: Superman: The Last Son of Krypton, de Curt Geda, Scott Jeralds, Dan Riba i Bruce W. Timm (TV) (veu)
- 1996: The Rich Man's Wife, d'Amy Holden Jones
- 1997: Un somriure com el teu (A Smile Like Yours), de Keith Samples
- 1997: Leave It to Beaver, d'Andy Cadiff
- 1997: Into Thin Air: Death on Everest, de Robert Markowitz (TV)
- 1997: Flubber, de Les Mayfield
- 1997: Innocència rebel (Lawn Dogs), de John Duigan
- 1997: Veronica's Closet, de Marta Kauffman i David Crane (sèrie TV)
- 1998: Divorce: A Contemporary Western, d'Eb Lottimer
- 1998: The Eighteenth Angel, de William Bindley
- 1998: Dirty Work, de Bob Saget
- 1998: SLC Punk !, de James Merendino
- 1998: The Faculty, de Robert Rodríguez
- 1999: Five Aces, de David Michael O'Neill
- 1999: The Iron Giant, de Brad Bird (veu)
- 1999: Family Law, d'Ericson Core i Fred Gerber (sèrie TV)
- 1999: Gideon, de Claudia Hoover
- 2000: Magicians, de James Merendino
- 2000: The skulls. Societat secreta (The Skulls), de Rob Cohen
- 2000: Isn't She Great, d'Andrew Bergman
- 2000: Takedown, de Joe Chappelle
- 2000: Rèquiem per un somni (Requiem for a Dream), de Darren Aronofsky
- 2000: La tempesta perfecta, de Wolfgang Petersen
- 2001: The Theory of the Leisure Class, de Gabriel Bologna
- 2001: 61*, de Billy Crystal (TV)
- 2001: The Man Who Wasn't There de Joel Coen
- 2002: Speakeasy, de Brendan Murphy
- 2002: Spy Kids 2: Island of Lost Dreams, de Robert Rodríguez
- 2002: Children On Their Birthdays, de Mark Medoff
- 2003: Grind, de Casey La Scala
- 2004: Cracking Up, de Mike White (sèrie TV)
- 2005: The L.A. Riot Spectacular, de Marc Klasfeld
- 2005: Broken Flowers, de Jim Jarmusch
- 2005: Rumor Has It..., de Rob Reiner
- 2008: Superhero Movie: Lou Landers / Hourglass
- 2008: Mad Money de Callie Khouri: Bryce Arbogast